# Giovan Battista Bellaso
Giovan Battista Bellaso (Brescia, 1505 - vermoedelijk Rome, tussen 1568 en 1581) was een Italiaanse cryptograaf.

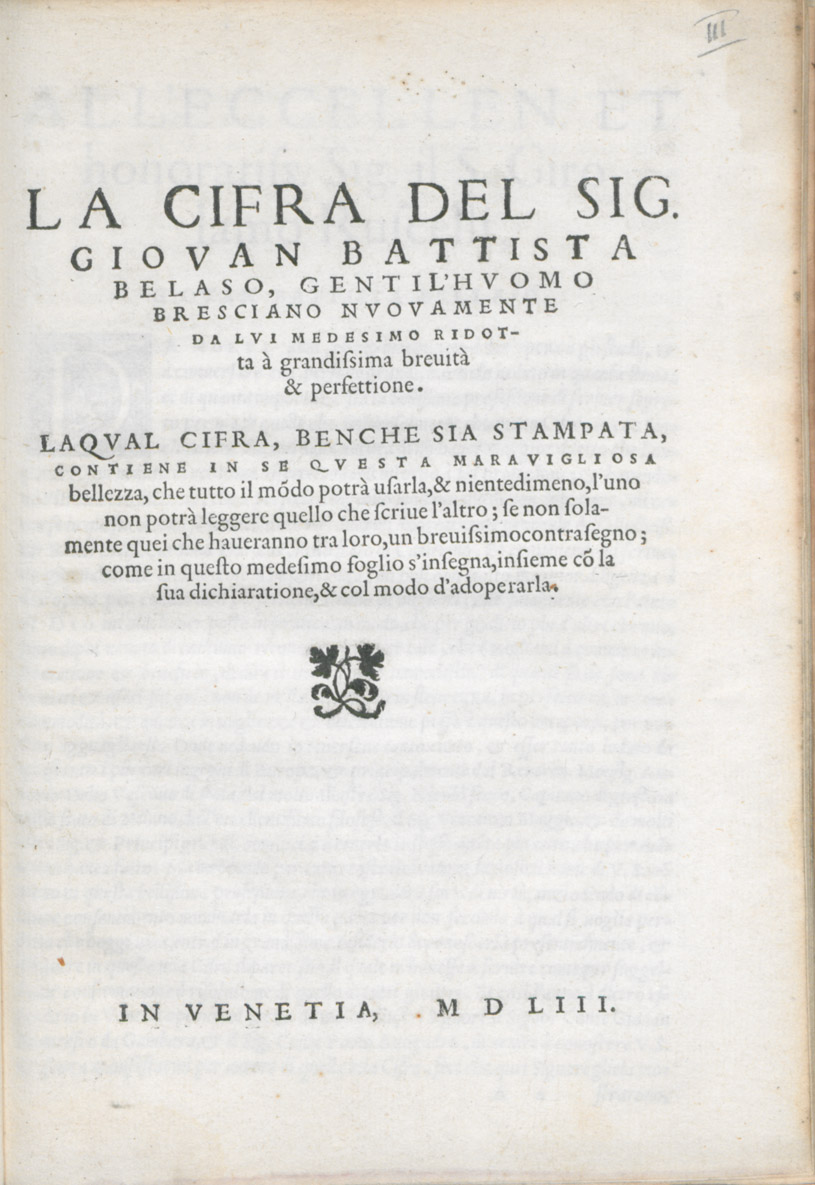
La cifra, 1553

Bellaso was de originele uitvinder van het Vigenèrecijfer. Omdat dit een relatief moeilijk te gebruiken code is, werd hij zelden gebruikt tot Blaise de Vigenère hem in de zestiende eeuw openbaar maakte aan het grote publiek.
Later bedacht hij ook de Dubbele codering.